# Philippe Schwinger
 (février 2022).
 (février 2022).
Si vous disposez d'ouvrages ou d'articles de référence ou si vous connaissez des sites web de qualité traitant du thème abordé ici, merci de compléter l'article en donnant les références utiles à sa vérifiabilité et en les liant à la section « Notes et références ».
Pour les articles homonymes, voir Schwinger.
Philippe Schwinger (né en 1961 à Saint-Imier) est un artiste suisse d’origine autrichienne qui vit et travaille à Berlin où il travaille en duo avec Frédéric Moser.

## Formation
- 1998 Diplôme de l’École supérieure d’arts visuels de Genève.
- 1985 Diplôme d’éducateur spécialisé, École d’études sociales et pédagogiques, Lausanne.
- 1980 Diplôme de fin d’études, École supérieure de commerce, La Chaux-de-Fonds.

## Expositions personnelles (sélection)
- 2008 Avant moi, le flou, après moi, le déluge (cycle rolywholyover, quatrième épisode), Mamco, Genève
- 2006 Amanda, Galerie Arndt & Partner, Zürich
- 2006 Farewell Letter to the Swiss Workers, Kunsthaus Zürich
- 2005 Revival Paradise, Centre for Contemporary Art Ujasdowski Castle, Warsaw Play gallery for still and motion pictures at MACO, Mexico-city
- 2004 26th International Biennal of Sao Paulo, Swiss official Contribution, Sao Paulo
- 2004 Non chiamateli civili, Associazione Prometeo, Lucca
- 2004 Capitulation Project, Cornerhouse, Manchester
- 2004 NB – Bob Gramsma / Frédéric Moser & Philippe Schwinger, Kunstmuseum, PasquArt, Biel
- 2003 ARTissima 10, Play gallery for still and motion pictures, Torino
- 2003 Capitulation Project, Play gallery for still and motion pictures, Berlin

## Expositions collectives (sélection)
- 2008 History Will Repeat Itself - Strategies of Re-enactment in Contemporary Art, CSW Centrum Sztuki Współczesnej / Centre for Contemporary Art, Warsaw
- 2007 History Will Repeat Itself, HMKV - Hartware MedienKunstVerein, Dortmund
- 2007 History Will Repeat Itself, KW (Kunst-Werke) Institute for Contemporary Art, Berlin
- 2007 e-flux VIDEO RENTAL, Centre culturel suisse, Paris
- 2006 35. International Film Festival Rotterdam, Rotterdam
- 2006 41. Solothurn Film Festival, Solothurn
- 2006 Trieste Film Festival, 17a edizione, Trieste
- 2005 Talking About the Real World : Contemporary Swiss Art, Chiba City Museum of Art, Japan
- 2005 New Vision Award, International Dokumentar Filmfestival, Copenhagen

## Prix
- 2002-2003 Attribution de l’Atelier pour plasticien de la Confédération à Berlin
- 2000-2003 Attribution d’un atelier de plasticien à l’Usine à Genève
- 2000 Prix Young Art
- 2000 Prix fédéral des beaux-arts
- 1999 Prix fédéral des beaux-arts
- 1998 Prix fédéral des beaux-arts
- 1998 1er Prix du Fonds de décoration du canton de Genève
- 1997 Prix VideOst (bourse pour une production vidéo à Frauenfeld)

## Publications (sélection)
Catalogues (monographies)
- (en) Alessio Moretti et Stefan Schoettke (26th Bienal de Saõ Paulo, 2004), Unexpected rules : Frédéric Moser & Philippe Schwinger :, Berne Frankfurt a.M, Swiss Federal Office of Culture Revolver, Archiv für Aktuelle Kunst, 2004 (ISBN 3-937577-80-7)
- '(en) Frédéric Moser et Philippe Schwinger (ed.) (for the Exhibition NB - Bob Gramsma, Frédéric Moser & Philippe Schwinger at the CentrePasquArt, Biel, 18 Janvier to 7 Mars 2004), Frédéric Moser, Philippe Schwinger Capitulation project, 2003, Affection riposte, 2001, Internment area, 2002 ;, Zurich, Ed. Fink, 2004 (ISBN 3-906086-62-3)

Catalogues
- (en) Hirokazu Mizunuma, Talking about the real world : contemporary Swiss Art, Chiba, City Museum of Art, 2005 (ISBN 978-4-925022-19-4, OCLC 636380728)

- Fonds d'art contemporain de la Ville de Genève : collection, 1991-2003, Genève (Suisse, Fonds d'art contemporain de la ville de Genève La Baconnière/Arts, 2005, 349 p. (ISBN 2-915306-05-2)

- Nicole Ferrer, 11e Biennale de l'image en mouvement, Genève New York, JRP Editions D.A.P. Distributed Art Publishers, 2005 (ISBN 2-940271-61-5)

Livres
- Moser Frédéric, Affection riposte : über einige Treulosigkeiten, In : Kunst und Medialtät, [Febel Gisela, Jean-Baptiste Joly, Gerhart Schröder], Akademie Schloss Solitude, 2004.  (ISBN 3-929085-79-8)